# Roland Meyer
Roland Meyer (* 4. September 1957 in Greiz) ist ein deutscher kaufmännischer Angestellter und Politiker der CDU. Von 1990 bis 1994 war er Mitglied des Thüringer Landtags. 
Meyer lernte den Beruf des Wirtschaftskaufmanns von 1974 bis 1976. Von 1976 bis 1988 war er als Sachbearbeiter in einer Export-Abteilung, ab 1988 in gleicher Funktion im Bereich Absatz tätig. 1990 wurde er Abgeordneter des Kreistages Greiz, dessen 1. Vizepräsident er war. Er war Mitglied des Vorstands des CDU-Regionalverbandes Reuss.